# Centaurea sehat-niakii
Centaurea sehat-niakii — вид квіткових рослин родини айстрових (Asteraceae). Ареал: Туреччина (Анатолія).